# Sant Valentí d'Aguilar de Segarra
Sant Valentí d'Aguilar de Segarra és una església del municipi d'Aguilar de Segarra (Bages) inclosa en l'Inventari del Patrimoni Arquitectònic de Catalunya.

## Descripció
És un petit temple de planta rectangular sense absis. A la façana de ponent hi trobem un campanar d'espadanya i la porta d'entrada, que data del 1630. L'edifici és d'estil gòtic, però conserva encara reminiscències del romànic. Aquesta capella ha estat restaurada recentment (1978) pel seu propietari, l'amo del mas de Can Tinet.

## Història
Construïda segurament els darrers anys del segle xiii o els primers del XIV, la capella de Sant Valentí nasqué ja com a sufragània de la parròquia de Sant Miquel de Castellar, de la qual continua com a agregada. El 1630 es remodelà l'edifici, i d'aquest any és la porta d'entrada, tal com llegim a la gran llinda de pedra. L'any 1978, després de la restauració, fou consagrada novament pel Bisbe de Vic, Ramon Masnou i Buixeda.